# Neastymachus axillaris
Neastymachus axillaris är en stekelart som beskrevs av Singh, Agarwal och Basha 1991. Neastymachus axillaris ingår i släktet Neastymachus och familjen sköldlussteklar. Inga underarter finns listade i Catalogue of Life.